# Molophilus crassipygus
Molophilus crassipygus är en tvåvingeart som beskrevs av de Meijere 1918. Molophilus crassipygus ingår i släktet Molophilus och familjen småharkrankar. Arten är reproducerande i Sverige. Inga underarter finns listade i Catalogue of Life.